# Metopochetus aper
Metopochetus aper är en tvåvingeart som beskrevs av Mcalpine 1998. Metopochetus aper ingår i släktet Metopochetus och familjen skridflugor. Inga underarter finns listade i Catalogue of Life.